# Panagia Kanala

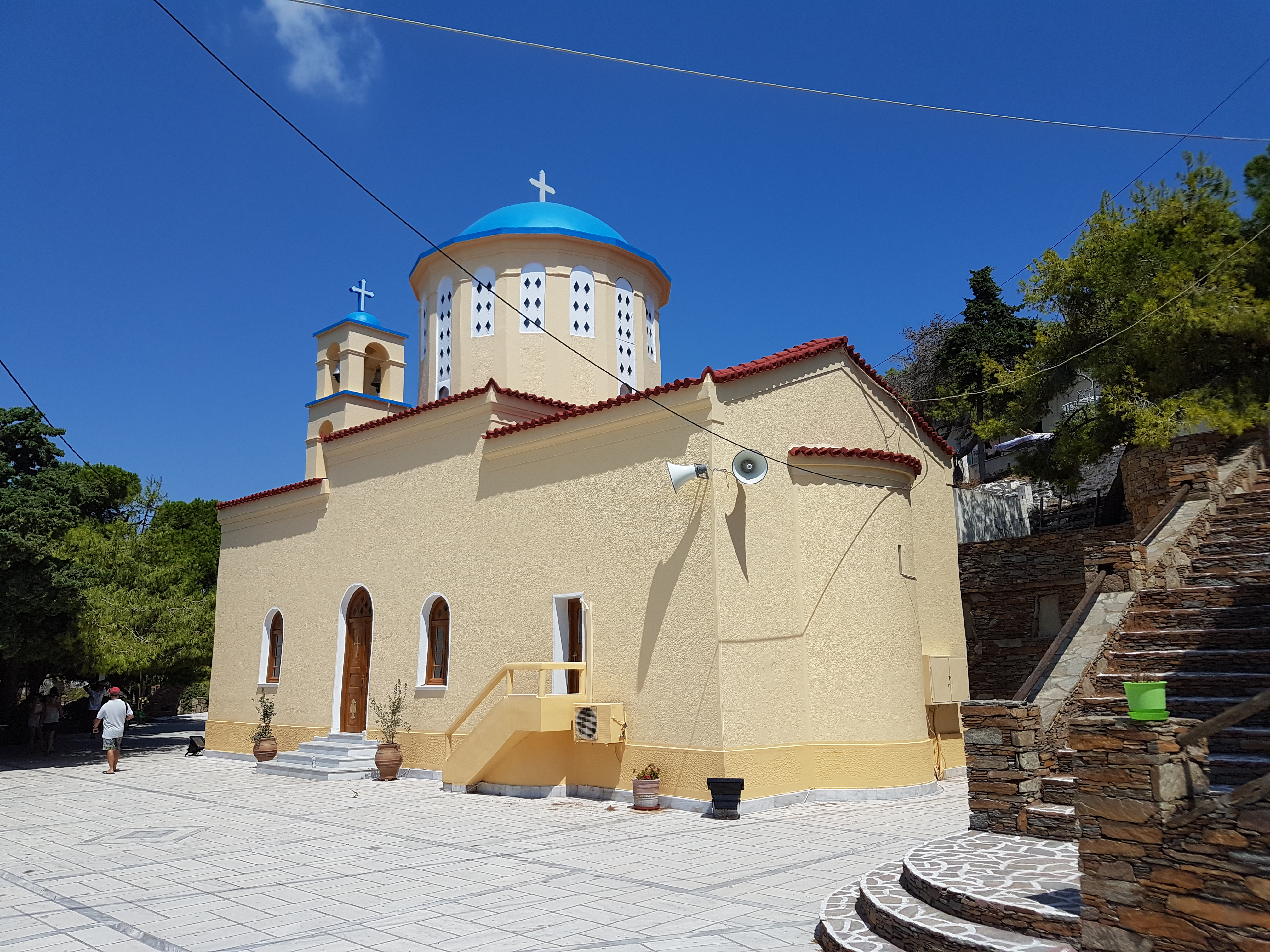
Kythnos, Panagia Kanala

Die Panagia Kanala (griechisch Παναγία Κανάλα) ist eine Ikone, die von den orthodoxen Gläubigen in der Kanala von Kythnos auf den Kykladen als Heiligtum verehrt wird.

## Die Ikone

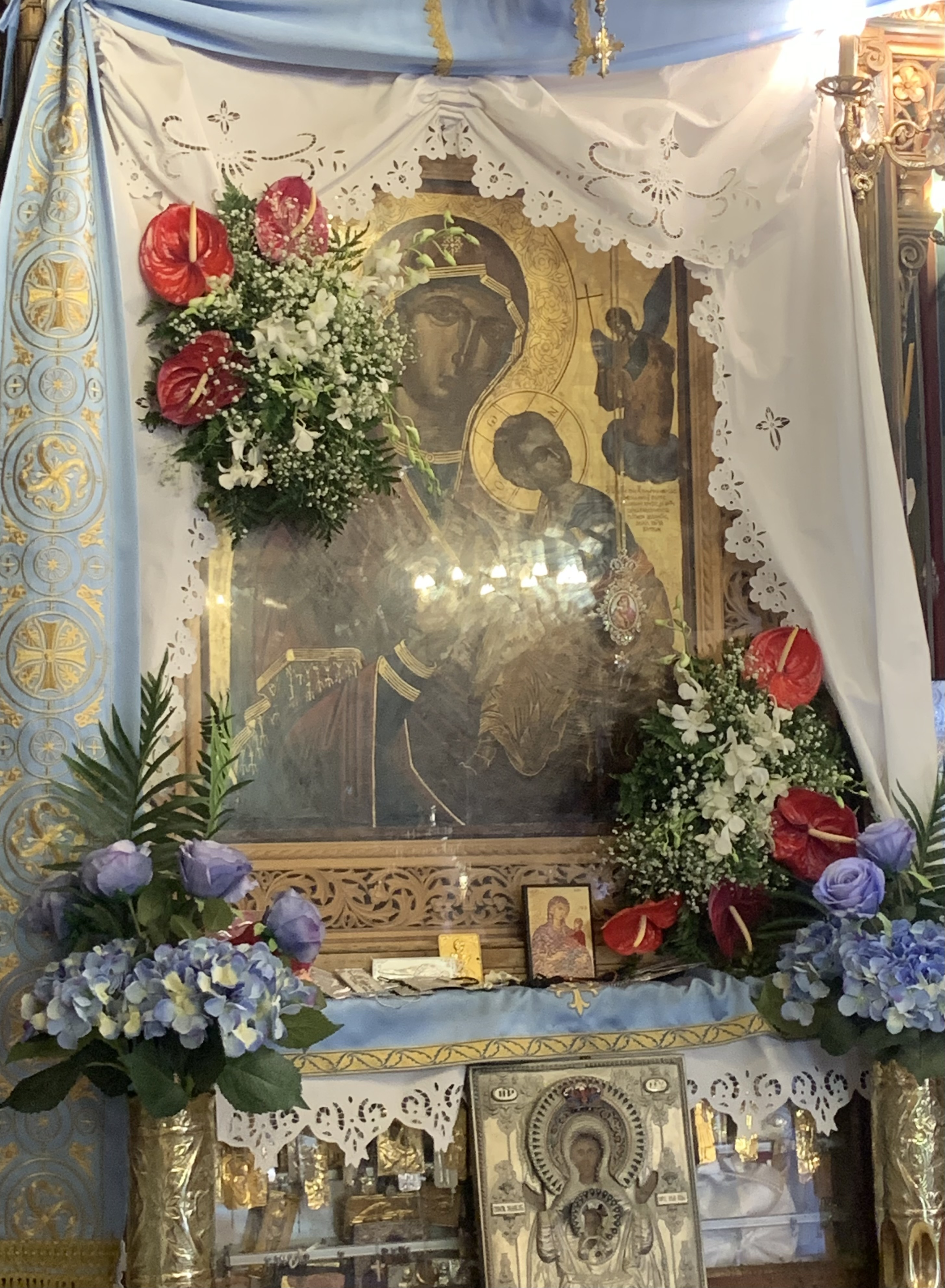
Die geschmückte Ikone in der Ikonostase der Kirche

Die Muttergottesikone Vrefokratousa, die Maria darstellt, die das Jesuskind an ihrer rechten Seite hält und ihren Kopf leicht zu ihm neigt, ist ein Beispiel für post-byzantinische Kunst und gilt als Werk des  Emmanuel Skordilis. Es handelt sich um eine große Ikone mit den Maßen 1 m × 0,80 m. Auf dieser Ikone ist die heitere Gestalt der Jungfrau Maria dargestellt, die mit ihrer linken Hand Jesus in ihren Armen hält. Links und rechts sind die Erzengel Gabriel und Michael zu sehen.
Der Legende nach wurde die leuchtende Ikone auf wundersame Weise nachts von Fischern in den Gewässern zwischen Kythnos und Serifos gefunden. Die Fischer trugen die Ikone in ihr Dorf Dryopida. Gemäß derselben Sage erschien die Jungfrau Maria den Fischern im Schlaf und zeigte ihnen den Ort, an dem eine Kirche errichtet werden sollte.

## Die Kirche
Die Ikone wird in der gleichnamigen Kirche im Dorf Kanala auf Kythnos aufbewahrt, die nach der Jungfrau Maria benannt ist. Die ursprüngliche Kirche war ein provisorischer, kleinerer Bau.  Im Jahr 1869 wurde die ursprüngliche Kirche abgerissen und an ihrer Stelle eine neue errichtet, die sich unter Beteiligung der Einwohner von Dryopida im Laufe der Zeit zu ihrer heutigen Form entwickelte, wobei die bedeutendsten Veränderungen an der Kirche nach 1946 erfolgten.
1973 wurde die Kirche Panagia Kanalas durch ein Dekret des Synods der Kirche von Griechenland als heilige Pilgerstätte anerkannt. Der Innenhof der Kirche ist mit Steinbögen, Terrassen, Trockenmauern und Blumen geschmückt und verfügt über einen gepflasterten Hof.

## Das Fest
Panagia Kanala ist die Schutzpatronin der Insel und ihre Kirche einer der wichtigsten Pilgerorte auf den Kykladen. Das Patronatsfest wird jedes Jahr am 15. August gefeiert, und vom 1. August an wird jeden Nachmittag die Sequenz des Anrufungskanons gesungen, bis zum 13. August, wenn ihr zu Ehren die Vigil („Nachtwache“) gesungen wird.
Am Vorabend des Festes wird die Hesperinós (Große Vesper) gesungen, gefolgt von einem großen Fest im Dorf mit traditioneller Musik und Tanz. Die Feierlichkeiten finden ihren Höhepunkt am Tag des Festes, wenn die Göttliche Liturgie gefeiert wird, gefolgt von einer Prozession  mit der Ikone der Jungfrau Maria durch das Dorf. Die Prozession endet an der Anlegestelle, wo der Fund der Ikone der Jungfrau Maria nachgespielt wird. Dort werfen die Priester eine Nachbildung der Ikone ins Meer und viele Menschen tauchen, um sie zu fangen, was als großer Segen angesehen wird. Außerdem findet am 8. September (Geburt der Gottesmutter) ein weiteres Fest zu Ehren der Jungfrau Maria statt, das von einem traditionellen Festmahl begleitet wird.